# Nikki
Nikki – miasto w Beninie, w departamencie Borgou. Położone jest około 380 km na północny zachód od stolicy kraju, Porto-Novo. W spisie ludności z 11 maja 2013 roku liczyło 66 109 mieszkańców.